# Université d'Osaka
L'université d'Osaka (大阪大学, Ōsaka Daigaku), dont le nom est souvent abrégé en Handai (阪大), est une université japonaise située à Suita et à Toyonaka, dans la préfecture d'Osaka dans la région du Kansai. D'abord école de médecine, créée en 1880, elle fut élevée au rang d'université impériale en 1931.

## Historique

### Première structures d'enseignement
Avec le début de l'ère Meiji, le pays commence à se doter de plusieurs structures d'enseignement et de santé à l'occidentale. À Osaka, le ministère de l'éducation met ainsi en place un hôpital en 1869, suivit en 1880 par la création d'une école de médecine travaillant en relation avec celui-ci, et administré par la ville. En 1896, la municipalité d'Osaka ouvre par ailleurs une école technique. À la même époque, le ministère de l'éducation prévoit la mise en place d'un système universitaire basé sur huit universités impériales, mais la structuration de l'enseignement secondaire prend du retard en raison de la guerre contre la Chine de 1894-1895 puis de la guerre contre la Russie de 1904-1905. Ce n'est qu'après celles-ci de la mouvement de création de ces universités est relancé.
Après la Première Guerre mondiale, le gouvernement japonais promulgue une loi sur l'université dans le but de développer son enseignement supérieur. Cette loi permet notamment la création d'université dépendant de collectivités locales ou ne comptant qu'une seule faculté. C'est en application de celle-ci que l'école de médecine est hissée en novembre 1919 au rang d'université de médecine d'Osaka (大阪医科大学).

### Structuration de l'université

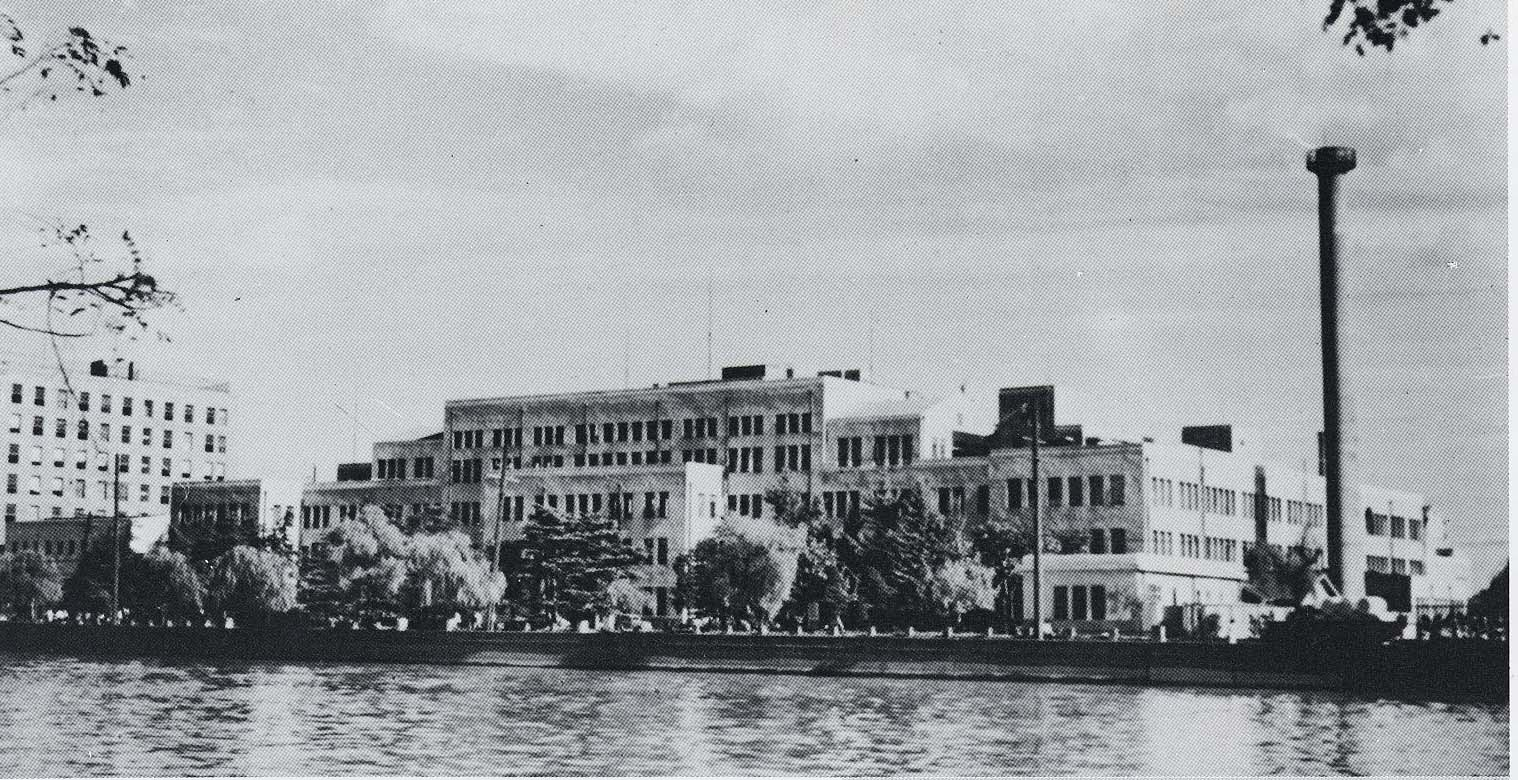
L'université impériale avant guerre.

En juin 1931, l'université est réformée et devient la sixième université impériale du Japon, en prenant le nom d'université impériale d'Osaka (大阪帝国大学, Ōsaka teikoku daigaku). Elle ne compte à l'origine qu'une unique faculté de médecine, avant que l'école technique municipale soit intégrée pour former une faculté d'ingénierie. Les capacités de recherche sont développées avec l'ouverture de premiers laboratoires rattachés à l'établissement, notamment le centre de recherche sur la médecine microbienne en 1933, et le laboratoire sur les sciences de l'industrie en 1939.
À la suite de la défaite du Japon lors de la Seconde Guerre mondiale, le système universitaire japonais est restructuré par l’occupant américain. En 1947, l’université prend son nom actuel d’université d'Osaka (大阪大学, Ōsaka daigaku). En mai 1949, une loi sur l’éducation réforme le système universitaire japonais. La durée du premier cycle universitaire passe ainsi de trois à quatre ans. Des écoles techniques sont par ailleurs intégrées à l'université pour servir de base à la création de nouvelles facultés. Le lycée d'Osaka (大阪高等学校), l'école préparatoire (浪速高等学校), et l'école de pharmacologie d'Osaka (大阪薬学専門学校) servent ainsi à mettre en place des facultés de droit et lettres, d’ingénierie, et de pharmacologie. Le deuxième cycle est lui aussi réformé en 1953 et structuré autour de neuf graduate schools.

### Développements contemporains
Le nombre de facultés de premier cycle est développé pour atteindre un total de dix en 1972. L'université commence par ailleurs à la même époque à regrouper ses différentes installations dans deux sites au nord d'Osaka, à Suita, à proximité immédiate du lieu d'implantation de l'exposition universelle de 1970. Ce déménagement est achevé en 1993 avec l'ouverture sur ce campus de l’hôpital universitaire. Les graduate schools voient elles leur nombre augmenté à partir des années 1990, passant à 15 dans les années 2000.
Depuis 2004, l'université est devenue, par le biais d'une nouvelle loi s'appliquant à toutes les universités nationales, une entreprise d'université nationale. Malgré ce changement qui a augmenté son autonomie, notamment financière, l'université d'Osaka est toujours partiellement contrôlée par le ministère de l'Éducation. Elle est par ailleurs sélectionnée par ce même ministère en 2010 pour faire partie des treize premières universités sélectionnées par le programme « Global 30 » qui vise à augmenter le nombre d’étudiants étrangers au Japon.
L'établissement commence à étudier en 2004 une fusion avec l'université de langues étrangères d'Osaka, de manière à augmenter sa taille et à anticiper la baisse du nombre d'étudiants consécutif au vieillissement de la population nationale. Cette fusion est effective à la rentrée 2007, ce qui permet au nouvel ensemble de passer devant l'université de Tokyo en termes de nouveaux étudiants intégrés chaque année.

### Liste des présidents
| Hantarō Nagaoka (長岡半太郎)    | 1931-1934 | Minoru Okada (岡田實)          | 1966-1969 | Hideo Miyahara (宮原秀夫)   | 2003-2007   |
| Chōzaburō Kusumoto (楠本長三郎) | 1934-1943 | Shuntarō Kamahora (釜洞醇太郎) | 1969-1975 | Kiyokazu Washida (鷲田清一) | 2007-2011   |
| Ricō Majima (真島利行)          | 1943-1946 | Juntaro Kamahora (若槻哲雄)    | 1975-1979 | Toshio Hirano (平野俊夫)    | depuis 2011 |
| Hidetsugu Yagi (八木秀次)       | 1946      | Yuichi Yamamura (山村雄一)     | 1979-1985 |                             |             |
| Arao Imamura (今村荒男)         | 1946-1954 | Nomuaki Kumagai (熊谷信昭)     | 1985-1991 |                             |             |
| Kenjirō Shōda (正田建次郎)      | 1954-1960 | Junjirō Kanemori (金森順次郎)  | 1991-1997 |                             |             |
| Shirō Akahori (赤堀四郎)        | 1960-1966 | Tadamitsu Kishimoto (岸本忠三) | 1997-2003 |                             |             |

## Composantes

### Composantes d'enseignement

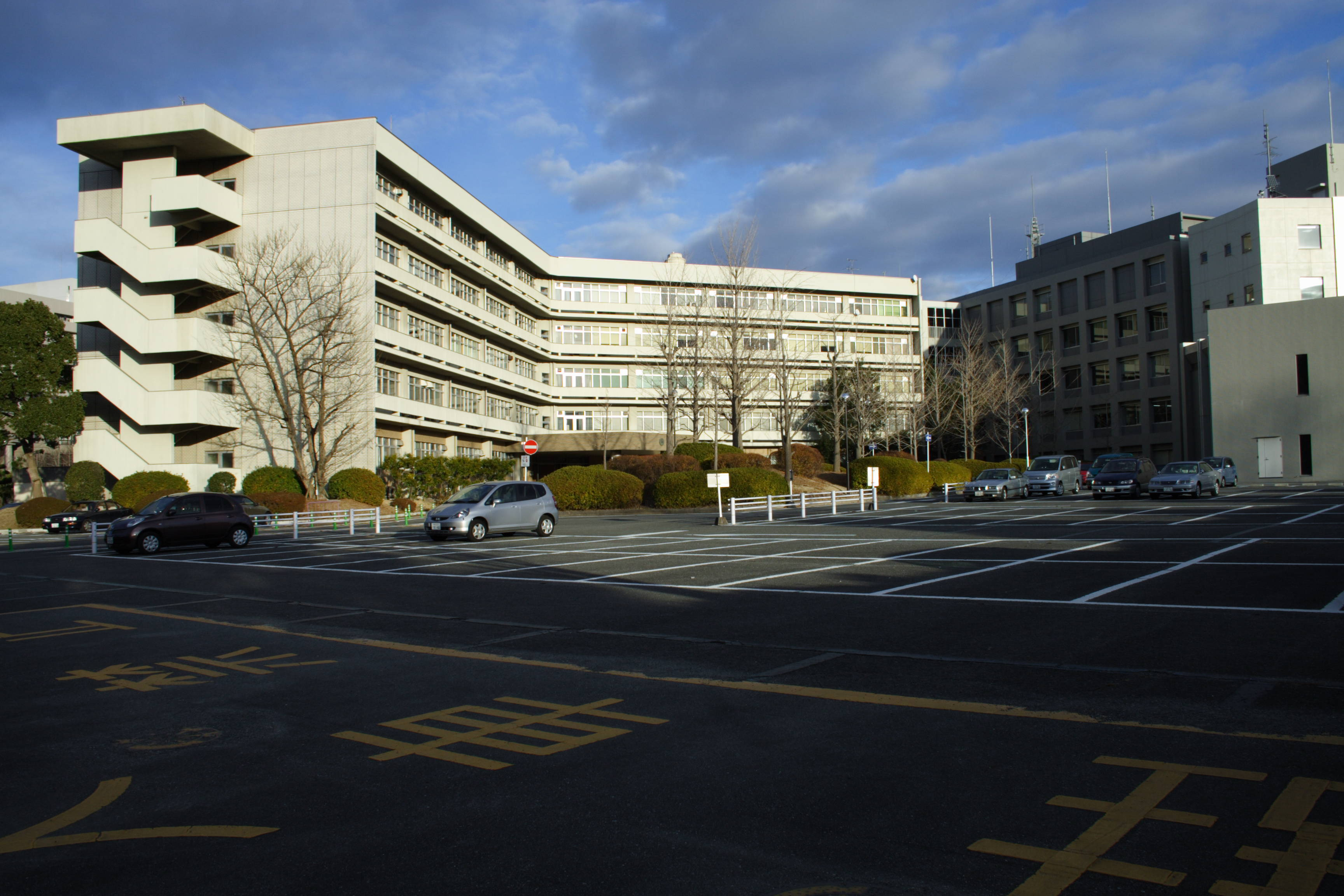
Faculté de sciences humaines.

L'université compte onze facultés de premier cycle (学部, gakubu)qui scolarisent en 2011 15 937 étudiants. Les champs de spécialité de chacune d’elles sont les suivants : Lettres, sciences humaines, études étrangères, droit, économie, science, ingénierie, sciences de l'ingénieur, médecine, pharmacologie, et odontologie.
L’établissement compte par ailleurs 14 facultés de cycles supérieurs (研究科, kenkyūka) qui scolarisent en 2011 7 856 étudiants. Les champs de spécialité de chacune d’elles sont les suivants : Lettres, sciences humaines, droit et sciences politiques, économie, science, médecine, odontologie, pharmacologie, ingénierie, sciences de l'ingénieur, langues et cultures étrangères, géopolitique, sciences et technologies de l'information, bio-sciences. À celle-ci s'ajoute par ailleurs une école de droit.

### Bibliothèques
L'université dispose de plusieurs bibliothèques dont les fonds se montent en 2012 à 3 987 445 entrées.

### Hôpitaux

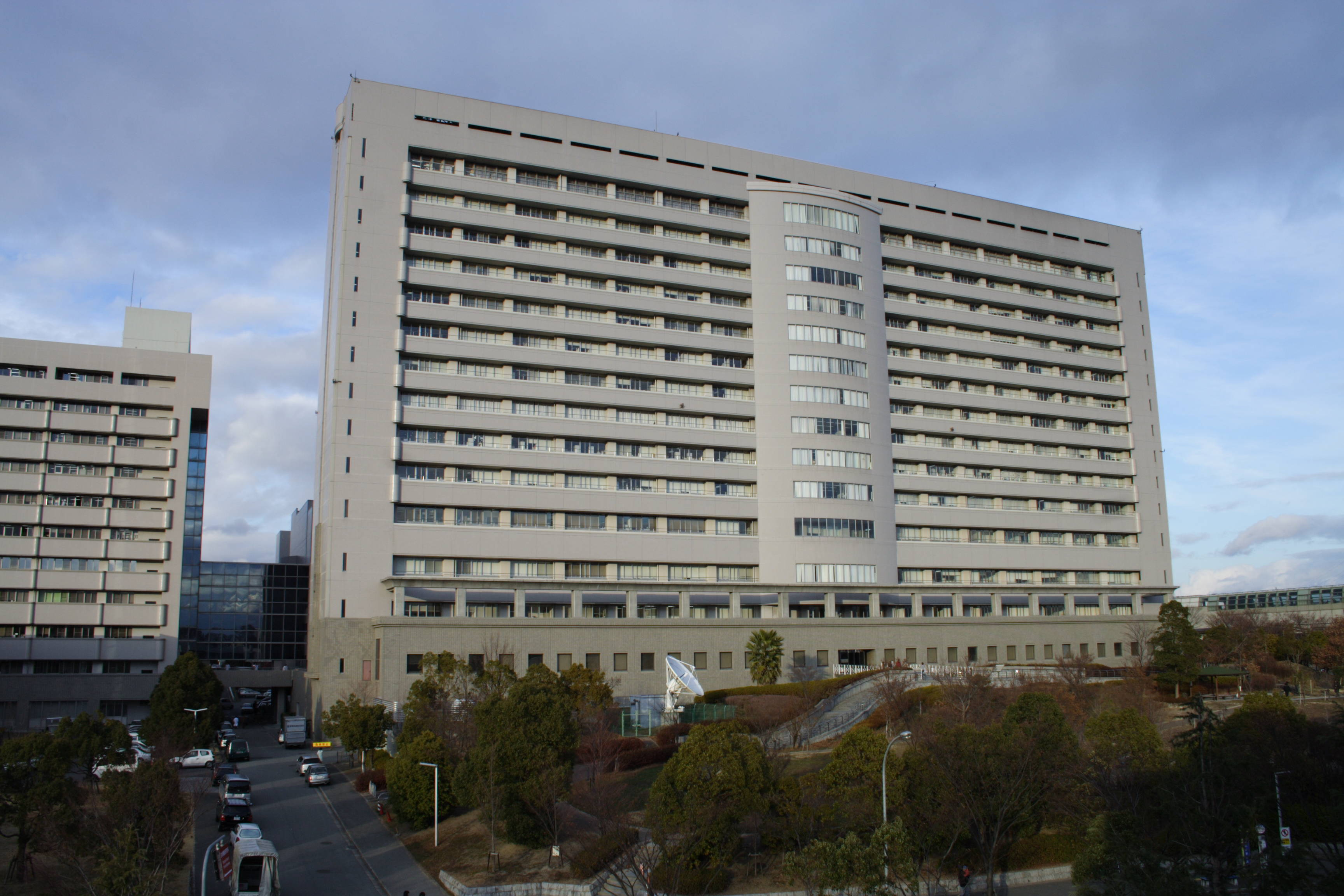
L'hôpital universitaire

L'université dispose de deux hôpitaux universitaires travaillant avec ses différents départements de formations en médecine, à savoir un hôpital généraliste, et un hôpital spécialisé dans les soins dentaires. Tous deux sont situés dans la ville de Suita dans la banlieue nord d'Osaka, et totalisent un peu plus de 1 100 lits. Les premiers bâtiments sont construits initialement en 1868 dans l'arrondissement de Chūō et sont régulièrement modernisés avant que l'ensemble ne soit déménagé en 1993 dans son espace actuel.
L'hôpital de médecine compte 1 076 lits et a traité en 2011 613 705 patients en consultations externes et 344 228 patients en consultation interne. L'hôpital d'odontologie dispose lui de 40 lits à la même date, et a traité cette année-là 212 856 patients en consultations externes et 11 958 patients en consultation interne.

## Enseignement et recherche

### Recherches
L'université est aussi propriétaire de brevets déposés par ses équipes de recherches. Elle se classe au 4e rang des universités japonaises par son nombre de brevets déposés lors de l'année 2009 avec 171 dépôts enregistrés par le bureau japonais des brevets.

## Implantations

### Campus de Toyonaka
Le campus de Toyonaka abrite les facultés des lettres, du droit, de l'économie, des sciences et des sciences de l'ingénieur. C'est également la base académique des écoles supérieures de politique publique internationale, de langue et de culture, une partie des sciences de l'information et le Centre de pratique de l'expertise juridique et politique. Tous les étudiants de premier cycle suivent des cours sur le campus de Toyonaka au cours de leur première année d'inscription. Les activités sportives sont principalement concentrées sur le campus de Toyonaka, à l'exception du tennis, qui est situé à Suita.

### Campus de Suita
Le campus de Suita est situé à proximité immédiate du lieu d'implantation de l'exposition universelle de 1970.
En 1998, le campus est connecté au monorail d'Osaka.

## Vie étudiantes

### Évolution démographique
| 1992   | 1997   | 2002   | 2007   | 2012   | - | - | - | - |
| ------ | ------ | ------ | ------ | ------ | - | - | - | - |
| 15 420 | 18 612 | 19 705 | 19 715 | 23 558 | - | - | - | - |

## Personnalités liées

### Titulaire d'un diplôme
- Hideki Yukawa, Prix Nobel de physique 1949
- Akira Yoshino, Prix Nobel de chimie 2019
- Tadamitsu Kishimoto, Prix Crafoord 2009
- Toshio Hirano, Prix Crafoord 2009
- Osamu Hayaishi, Prix Wolf de médecine 1986
- Hidesaburo Hanafusa, Prix Albert Lasker 1982
- Shizuo Akira, Prix Robert Koch 2004

### Étudiants de premier cycle
- Kenichi Fukui, Prix Nobel de chimie 1981

### Enseignants
- Yoichiro Nambu, Prix Nobel de physique 2008
- Tasuku Honjo, Prix Nobel de physiologie ou médecine 2018
- Koji Torii[16], président du NAIST
- Akiko Kiso, chercheuse spécialisée dans la littérature classique grecque

### Parties liées
- Osamu Tezuka[17], mangaka
- Seishi Yokomizo, auteur de romans policiers
- Mieko Nakabayashi, femme politique et politologue